# Affala
Affala este o comună rurală din departamentul Tahoua, regiunea Tahoua, Niger, cu o populație de 34.101 locuitori (2001).